# Ukrudt (film)
|  | Denne artikel er oprettet af botten Steenthbot ud fra en ekstern database. Den kan derfor have sproglige fejl eller mangler. Denne skabelon kan fjernes efter kontrol af indholdet. |

Ukrudt er en dansk spillefilm fra 2022 instrueret af Kasper Juhl.

## Handling
Efter en traumatisk barndom brænder Nora inde med hævntanker mod sin stedsøster. Hun vælger derfor, med hjælp fra sin destruktive kæreste og hans forstyrrede venner, at planlægge den ultimative hævn, da søsteren inviterer Nora med på en spirituel rejse ud i en skov. Dansk genrefilms ildsjæl Kasper Juhl har længe været primus motor for eksistentiel lede i dansk genrefilm. Ukrudt er ingen undtagelse, når Juhl viser menneskets dybeste skyggesider, og hvad der driver mennesker til at gøre forfærdelige ting. Ukrudt er indspillet under lockdown med kun tre mennesker bag kameraet ad gangen og det er måske den minimalistiske stil, der gør Ukrudt til en effektiv tour-de-force i alt det onde, vi gør mod hinanden, når vi ikke kan glemme fortiden.

## Medvirkende
- Diêm Camille, Maria